# Petr Rákos (hungarista)
Petr Rákos (14. února 1925 Košice – 15. srpna 2002 Praha) byl český hungarista, literární vědec, vysokoškolský pedagog a překladatel z maďarštiny. Byl jednou z hlavních tváří poválečné hungaristiky na Filozofické fakultě Univerzity Karlovy. Svým životním dílem přispěl rovněž k rozšíření povědomí o maďarské literatuře v Československu a jejímu akademickému porozumění. Byl otcem spisovatele a psychiatra Petra Rákose ml. 

## Životopis
Narodil se v maďarské židovské rodině v Košicích. Studoval československé státní, po anexi Košic Maďarskem v listopadu 1938 pak maďarské gymnázium. Po rozdělení gymnázia v roce 1940 pokračoval Petr Rákos ve studiu na státním královském gymnáziu Jánose Hunfalvyho. Jako frankofil zde navštěvoval přednášky Alliance française. 
Na podzim roku 1944 byla celá široká rodina odvlečena do vyhlazovacího tábora v Osvětimi. Odtud se na jaře 1945 vrátil jediný Petr Rákos (podle podání jeho syna byli ostatní zplynováni okamžitě po selekci při příjezdu). Po krátkém pobytu v Košicích se přestěhoval do Prahy a dokončil v roce 1949 studium na Filosofické fakultě Univerzity Karlovy obor historie-filozofie. Během studia byl podporován stipendiem Amerického židovského spojeného distribučního výboru (Joint).

### Profesní život

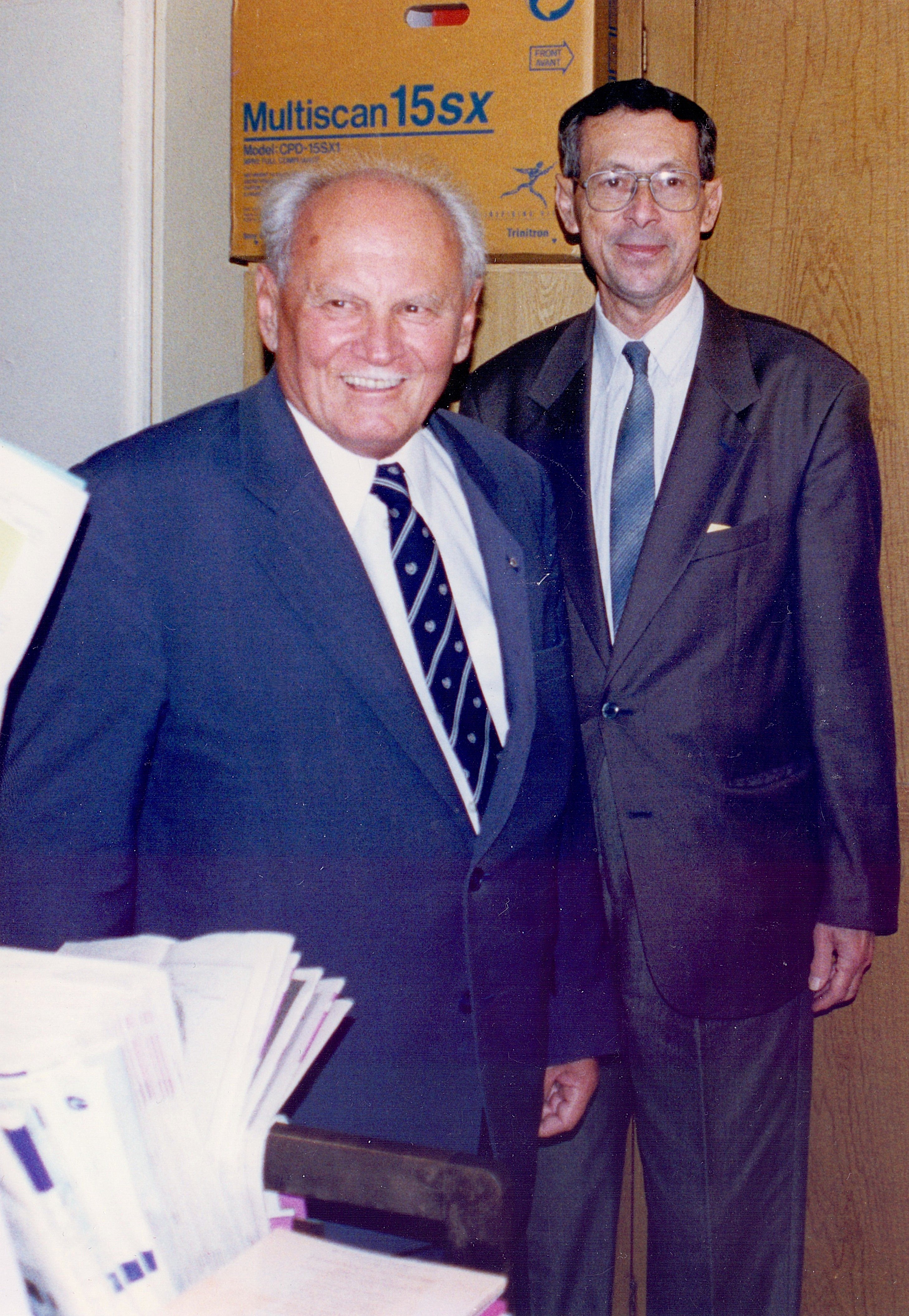
Petr Rákos s maďarským prezidentem Árpádem Gönczem na FF UK

Jako překladatel z maďarštiny a redaktor pracoval v letech 1949–1952 v tiskové agentuře Pragopress. Od října 1950 přednášel jako externista maďarskou literaturu, od února 1952 byl již jako zaměstnanec až do odchodu do důchodu koncem roku 1990 pedagogem na Filozofické fakultě Univerzity Karlovy, kde vyučoval zejména maďarskou literaturu a teorii literatury a překladu. Se svou habilitační prací Adyho lyrika získal v listopadu 1966 titul docenta. Od května 1969 byl součástí vedení FF UK jako proděkan pro organizaci studia, avšak po jmenování Karla Gally děkanem fakulty Rákos v červnu 1970 z funkce rezignoval pro nesouhlas s normalizačními postupy nového vedení. Později vedl oddělení ugrofinistiky v rámci Katedry lingvistiky a fonetiky. V červenci 1990 založil Středisko maďarských studií při Filozofické fakultě UK, které následně vedl. Ve stejném roce získal se svou disertační prací Teoretický a praktický model pražské literární hungaristiky titul DrSc. a k životnímu jubileu byl v červnu jmenován profesorem.

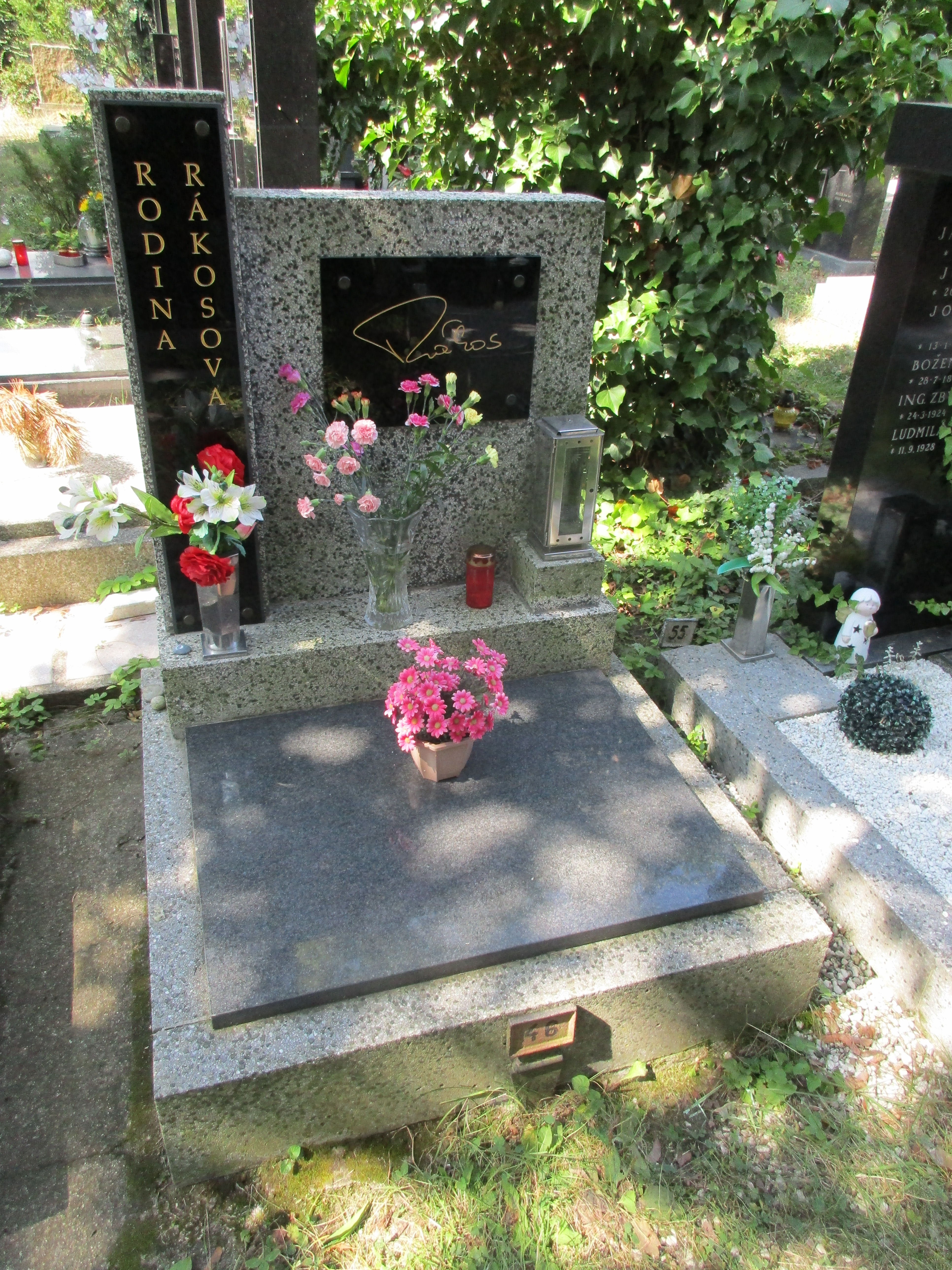
Hrob Petra Rákose (1925 – 2002), hungaristy, literárního vědce a překladatele na hřbitově v Bubenči.

Roku 1991 byl v Segedíně zvolen předsedou Mezinárodní společnosti pro maďarskou filologii při UNESCO. Podílel se na propagaci maďarské literatury v Československu a v České republice. Byl spoluzakladatelem Sdružení pro česko-maďarské porozumění a zakládajícím členem Svazu Maďarů žijících v českých zemích. 
Od roku 1998 byl externím členem Maďarské akademie věd. Byl rovněž mimořádným členem Svazu maďarských spisovatelů a od roku 1990 členem Společnosti maďarských spisovatelů na Slovensku.
Zemřel v Praze 15. srpna 2002.

### Ocenění
Petr Rákos byl za svůj vědecký a společenský přinos držitelem řady vyznamenání a ocenění. V roce 1982 získal Zlatý řád práce MLR, po změně politických poměrů pak Řád Středního kříže Maďarské republiky (1994), Zlatou medaili prezidenta Maďarské republiky (2000), Cenu za otevřenou Evropu, Madáchovu cenu (1988) a Pamětní medaili Jánose Lotze.

## Dílo
Rákos se ve svých vědeckých pracích zabýval zejména moderní literární teorií a realismem. Zúčastnil se rovněž liblické konference s příspěvkem O mnohoznačnosti Kafkova díla.  
První sborník literárněvědných studií Petra Rákose převážně ze 60. let Tények és kérdőjelek (Fakta a otazníky, 1971) obsahuje např. jeho polemiku s Garaudyho "bezbřehým realismem", či obhajobu textů László Németha. Právě tato studie však byla v rozporu se stanoviskem maďarských komunistů k tzv. lidovým spisovatelům a Rákosova sbírka byla v Maďarsku zařazena mezi trezorovou literaturu. Ve sbírce jsou rovněž četné Rákosovy doslovy k překladům maďarské beletrie do češtiny.
V 80. letech pak vyšla další Rákosova sbírka studií Az irodalom igaza (Pravda literatury, 1987) a výbor literárně teoretických prací Teorie literatury v zrcadle maďarské literární vědy (1986). V roce 1995 sestavil sbírku Prágai őrjárat (Pražská hlídka). Posmrtně pak byla vydána sbírka Rákosových studií a esejí s názvem Neúnavná slova (2011). 
Během svého pedagogického působení sestavil český slovník maďarských spisovatelů (1971) a vytvořil rovněž skripta k dějinám maďarské literatury 20. století (1953), k úvodu do maďarských dějin (1954) a k historii maďarské literatury (1965, 1968).

## Výběrová bibliografie

### Výbory z díla
- Rákos, Petr. Tények és kérdőjelek: tűnődés az irodalom [Fakta a otazníky. Rozjímání o literatuře]. Bratislava: Madách Könyvkiadó, 1971.
- Rákos, Petr. Az irodalom igaza [Pravda literatury]. Bratislava: Madách Könyvkiadó, 1987.
- Rákos, Petr. Prágai őrjárat [Pražská hlídka]. Pozsony [Bratislava]: Kalligram, 1995. ISBN 80-7149-105-5.
- Rákos, Petr a Gál, Evžen, ed. Neúnavná slova: filologova lyrika. Praha: Academia, 2011. ISBN 978-80-200-1972-1.

### Monografie
- Rákos, Petr. Rhythm and metre in Hungarian verse. Praha: Univerzita Karlova, 1966. Acta Universitatis Carolinae. Philologica. Monographia; 11/1966.
- Rákos, Petr, ed. a kol. Slovník spisovatelů. Maďarsko. Praha: Odeon, 1971.
- Rákos, Petr, ed. et al. Velká generace: básníci Nyugatu. Překlad Kamil Bednář. Praha: Odeon, 1982.
- Rákos, Péter. Nemzeti jelleg – a miénk és a másoké. Öncsalások és előítéletek mint történelemformáló tényezők. Bratislava: Kalligram, 2000.; česky: Rákos, Petr. Národní povaha – naše a těch druhých. Sebeklamy a předsudky jako dějinotvorná síla. Bratislava: Kalligram, 2001.
- Rákos, Petr. Mravuprosté epištoly: ni kázání, ni kárání. Praha: Karolinum, 2002. ISBN 80-246-0533-3.

### Knižní překlady maďarské beletrie
- Bóka, László. Poslušně hlásím [Alázatosan jelentem]. Praha: SNKLU, 1963.
- Karinthy, Ferenc. Epepe. Praha: Mladá fronta, 1981.
- Karinthy, Frigyes. Vzkaz v láhvi. Praha: Odeon, 1975.
- Szabó, Magda. Socha vzdechů [Abigail]. Praha: Albatros, 1974.